# Станков, Душан
Душан Станков (серб. Душан Станков, хорв. Dušan Stankov; 30 апреля 1900, Вршац, Сербия —  4 марта 1983, Нови-Сад) —  профессор факультета машиностроения Белградского университета, инженер, югославский авиаконструктор, внесший большой вклад в развитие авиапромышленности Югославии.

## Жизнь
Родился 30 апреля 1900 года во Вршаце (Банат, Воеводина), там же окончил начальную и общеобразовательную среднюю школу. В 1924 году он окончил технологический факультет Белградского университета. Умер Душан 4 марта 1983 года как профессор факультета машиностроения Белградского университета и как выдающийся авиаконструктор, под руководством которого было выпущено немало перспективных самолетов для ВВС Югославии.

## Карьера

### В качестве инженера.
После окончания университета и срочной службы Станков устроился на заводе Ikarus в Земуне в качестве инженера. Работал он с 1927 года  до 1931 года. В этот период он провел несколько месяцев, работая над новыми конструкциями самолетов на заводе Ikarus в Земуне и в Нови-Саде. В то время на заводе Ikarus в Нови-Саде для нужд ВВС Югославии производились гидросамолеты. На этом же заводе работали инженеры Рудольф Физир и Йозеф Микл, которые имели многолетний и обширный опыт в создании самолетов. Они были выдающимися в конструировании самолетов, но они были посредственны в расчете конструкций, поэтому к ним был приставлен молодой инженер Душан Станков, который преуспел в статической механике.Он мог выполнить любой расчет по механике для конструкций самолетов своих коллег. На основании этих расчетов гидросамолетам завода были выданы лицензии на плавание.
С апреля 1931 по апрель 1933 года инженер Душан Станков работал в командовании ВВС в Земуне. В апреле 1933 года он перешел на авиазавод Zmaj в качестве технического директора. Он оставался на этом посту вплоть до капитуляции Королевства Югославия в апреле 1941 года. Эти годы считаются самым плодотворным периодом в карьере Станкова. Помимо работы над самолетостроением, ему приходилось сталкиваться с проблемами в производстве самолетов, которые были не такими уж тривиальными. Например, машиностроение в Югославии тогда было слабо развито, поэтому заводы, выпускавшие технику были предоставлены сами себе. Но в этом оказалось и преимущество. Благодаря этому началось бурное развития специалистов всех профилей. Югославская авиационная промышленность в меж военный период была фундаментом для появления превосходных специалистов. Во время войны сам Душан Станков на кафедре машиностроения читал курс статической механики летательных аппаратов.
В послевоенный период профессор Душан Станков продолжал работать над созданием самолетов. Уже в 1946 году он принял участие в конкурсе, открытом командованием ВВС Югославии. На основе довоенного бомбардировщика Zmaj R-1 он спроектировал двухмоторный учебный бомбардировщик Ikarus 215. К сожалению самолет остался на стадии прототипа и не пошел в серию. Однако, изготовленный на заводе Ikarus прототип в течение многих лет использовался в качестве учебного самолета для подготовки пилотов бомбардировщиков на авиационном факультете в Университете Белграда. Сам Станков в звании профессора ушел на пенсию.

### В качестве преподавателя.
В 1934 году инженер Душан Станков начал преподавать на технологическом факультете Белградского университета в качестве младшего преподавателя. В 1946 году он был избран почетным преподавателем факультета машиностроения. Вместе со своими коллегами он заложил фундамент для современных исследований. Кроме того, он выпустил много молодых, образованных специалистов. В октябре 1948 года он был избран доцентом авиационного факультета машиностроительного факультета, а в 1949 году был назначен деканом машиностроительного факультета. Как декан факультета, он внес огромный вклад в улучшение учебы. Также при нем были оснащены  лаборатории необходимым оборудованием на факультете машиностроения. В 1971 году ему было присвоено звание почетного доктора Белградского университета.

## Участие в проектах
- Fizir F1V «Fizir-Maybach» — статический расчет, 1927 год;
- Dewoitine D.1 — перестройка фюзеляжа истребителя 1930-1931 год;
- Fizir F1V — учебный самолет. Серийное производство, 1930 год;
- Fizir F1M-Jupiter — учебный гидросамолет, Серийное производство, 1930 год;
- Zmaj Fizir FN — учебный самолет. Серийное производство, 1930 год;
- Heinkel HE 8 — прототип гидросамолета, 1931 год. Конструкция и изготовление металлического каркаса фюзеляжа;
- Zmaj  Fizir FP-1 — прототип учебного самолета, 1934 год;
- Zmaj Fizir FP-2 — учебный самолет. Серийное производство, 1936 год;
- Zmaj R-1 — прототип многоцелевого истребителя-бомбардировщика, 1940 год;
- Ikarus 215 — прототип многоцелевого самолета, 1949 год.

## Книги
Помимо своей преподавательской карьеры профессор Душан Станков написал пару ученых статей.
- Станков, Душан (1948), лекции по статике самолетов. Белград, издательство: «Научная книга»;
- Станков, Душан (1971), расчет авиастроения («расчет авиационных конструкций»), Белград, издательство: «Научная книга».